# Зволя (Свентокшиське воєводство)
Зволя (пол. Zwola) — село в Польщі, у гміні Садове Опатовського повіту Свентокшиського воєводства.
Населення — 144 особи (2011).
У 1975-1998 роках село належало до Тарнобжезького воєводства.

## Демографія
Демографічна структура на день 31 березня 2011 року:
|          | Загалом | Допрацездатний вік | Працездатний вік | Постпрацездатний вік |
| -------- | ------- | ------------------ | ---------------- | -------------------- |
| Чоловіки | 68      | 13                 | 41               | 14                   |
| Жінки    | 76      | 15                 | 41               | 20                   |
| Разом    | 144     | 28                 | 82               | 34                   |